# 閩江船事件
《閩江船事件》是一部臺灣科幻懸疑與驚悚恐怖短片，背景設於1996年台海危機期間，講述一場突如其來的活屍危機如何在高度緊張的地緣政治局勢下爆發。影片融合了黑色電影的風格與活屍題材，透過對特殊島嶼的設定，探索人性在極端情境下的掙扎與求生。是臺灣首部融合軍事元素與活屍題材的本土電影作品。本片由導演游智傑執導，潘親御和林鶴軒主演。

## 劇情大綱
故事設定於1990年代的台海危機期間，一群駐守在偏遠軍事前哨的國軍士兵，發現一艘擱淺的可疑漁船，卻沒察覺船上已爆發致命病毒，感染者迅速轉化為活屍。隨著恐慌蔓延、軍中命令失序，年輕士兵們陷入前所未有的危機，不僅要對抗喪屍橫行，還要面對軍事體制崩潰下的心理崩潰與忠誠瓦解。

## 製作
本片於2023年11月28日獲得文化部影視及流行音樂產業局國產電影短片輔導金補助，並於2024年4月12日獲得桃園市政府文化局及宜蘭縣文化局年度影視製作補助。

### 拍攝
拍攝作業於2024年10月17日在臺灣正式開機，期間於宜蘭縣與桃園市等地取景，並於10月23日完成拍攝。全片以台灣索尼提供的高階電影攝影機完成拍攝。

### 軼事
飾演軍人角色的林鶴軒因年輕時罹患氣胸而兩度「驗退」，未曾服兵役。他曾坦言對「當兵才能從男孩變成男人」的說法深信不疑，甚至曾積極爭取參與軍事實境節目卻遭淘汰。此次參演《閩江船事件》，讓他笑稱終於「補上了這一課」，也算是一圓當兵夢。

## 未來

### 長片計畫
2024年，同名長片企劃入選由文化部影視及流行音樂產業局主辦、台北電影節策劃執行的首屆「新導演長片工作坊」，並獲得2024年國產電影片企劃及劇本開發補助。該企劃亦入圍FIRST驚喜實驗室下的「類型片實驗室」年度計畫，獲頒開心麻花「喜笑顏開」獎，並由鄧亞萍、郭采潔、馮楚軒、羅會仟、王靜、王昱珩、周筆暢等「驚喜頭號玩家」共同評選為當年度的「類型MVP」。
2024年9月4日，該片企劃入選金馬創投會議（FPP），並獲頒當屆金馬創投「文化內容策進院原創獎」。

## 放映與發行
2025年06月19日，入選2025年紐沙特國際奇幻影展（NIFFF）亞洲短片單元，並在該年7月5日瑞士舉行世界首映。

### 影展放映
| 放映年份 | 日期     | 影展                       | 所在地 | 地點                              | 备注                     |
| -------- | -------- | -------------------------- | ------ | --------------------------------- | ------------------------ |
| 2025年   | 7月5日   | 第24屆紐沙特國際奇幻影展   | 瑞士   | Cinéma Rex                        | 亞洲短片單元（世界首映） |
| 2025年   | 7月8日   | 第24屆紐沙特國際奇幻影展   | 瑞士   | Cinéma Rex                        | 亞洲短片單元（世界首映） |
| 2025年   | 10月待定 | 第25屆Screamfest恐怖電影節 | 美国   | 加州洛杉磯 TCL Chinese 6 Theatres | 短片單元（北美首映）     |

## 分級制度
| 國家／地區 | 級別     | 證號 |
| ---------- | -------- | ---- |
| 臺灣       | 輔導15級 |      |
| 瑞士       | 14A      |      |

## 獎項及提名
| 年份 | 頒獎典禮          | 獎項           | 入圍者／作品               | 結果 | 參考   |
| ---- | ----------------- | -------------- | -------------------------- | ---- | ------ |
| 2025 | 第4屆金匠獎設計賽 | 視覺傳達設計類 | 電影短片《閩江船事件》海報 | 待定 | [ 11 ] |

## 相關連結
- 巴哈姆特官方網站上有關《閩江船事件》新聞報導 （页面存档备份，存于）
- 沉默老兵電影有限公司官方網站上有關《閩江船事件》開鏡資訊
- 鏡周刊上有關《閩江船事件》的新聞資訊「大鶴沒當過兵還遭「二度驗退」拍驚悚軍事片彌補遺憾」
- 噓！星聞上有關《閩江船事件》的新聞資訊「大鶴因為氣胸慘遭「二度驗退」靠一招圓夢當兵！」
- Yahoo！新聞上有關《閩江船事件》的新聞資訊「大鶴自嘲氣胸慘遭「二度驗退」台版《屍速列車》圓夢當兵」
- TVBS新聞網上有關《閩江船事件》的新聞資訊「大鶴曾因為氣胸「二度驗退」圓夢當兵：終於成為男人」
- ETtoday新聞雲上有關《閩江船事件》的新聞資訊「大鶴遺憾沒當兵！氣胸2度驗退「靠演戲圓軍旅夢」活屍入侵軍營躍上國際」
- 台灣首部「活屍軍事片」登國際！《閩江船事件》大鶴圓了當兵夢
- 台版《屍速列車》」就位！《閩江船事件》活屍上軍艦
- 文化內容策進院 Taiwan Creative Content Agency 臉書上有關《閩江船事件》宣傳發布貼文
- 開演電影網上有關《閩江船事件》的新聞資訊

## 外部連結
- 閩江船事件的Facebook專頁
- 閩江船事件的Instagram帳戶
- YouTube上的閩江船事件頻道
- 互联网电影数据库（IMDb）上《閩江船事件》的资料（英文）
- 豆瓣电影上《閩江船事件》的資料 （简体中文）